# Paolo Pandolfo
Pour les articles homonymes, voir Pandolfo.
Paolo Pandolfo est un gambiste italien. Il enseigne la viole de gambe à la Schola Cantorum Basiliensis.

## Biographie
Il a commencé ses études de contrebasse et de guitare, devenant un artiste habile de jazz et de musique populaire,. Dans la deuxième moitié des années 1970, il a étudié la viole de gambe au Conservatoire de Rome. En 1979, il co-fonde l'Ensemble de musique ancienne La Stravaganza, puis s'installe en 1981 à Bâle, en Suisse, où il étudie avec Jordi Savall à la Schola Cantorum Basiliensis. De 1982 à 1990 Pandolfo était un membre des groupes de musique ancienne de Jordi Savall, Hespèrion XX et Hespèrion XXI.
Depuis 1989 Pandolfo est professeur de viole de gambe à la Schola Cantorum Basiliensis - une position précédemment occupée par les maestros August Wenzinger et Jordi Savall. Il dirige également, enregistre, et se produit régulièrement avec son ensemble de musique ancienne Labyrinto, orienté vers la viole de gambe, qu'il a co-fondé.
Pandolfo a enregistré de nombreux CD avec cet instrument, dont son dernier, Regina bastarda. Durant les années 1980, il a enregistré principalement avec Jordi Savall. Son premier enregistrement en tant que soliste est en 1990 son CD acclamé CPE Bach : Sonates pour viole de gambe (Tactus). Il a également enregistré une interprétation à la viole de gambe des suites pour violoncelle de Jean-Sébastien Bach. Pandolfo explique que les suites, bien écrites pour le violoncelle, ont été conçues dans le style polyphonique de la viole de gambe ; en outre, la suite de danses était une forme commune de la musique pour viole de gambe : jouer les suites de Bach sur la viole de gambe est donc un moyen de poursuivre cette tradition pour la viole de gambe. 
Pandolfo a dit que le patrimoine de la musique ancienne peut être une puissante source d'inspiration pour l'avenir de la tradition musicale occidentale. Construire des ponts entre passé et présent est donc une partie importante de son travail.

## Discographie
- C. P. E. Bach: Sonates pour viole de gambe (Tactus).
- Forqueray - Pièces de viole avec la basse continuë (integrale, Glossa ; 2 CD).
- J. S. Bach - Sonatas for Viola da Gamba and harpsichord (Harmonia Mundi).
- Marin Marais - Le Labyrinthe et autres Histoires (Glossa).
- Marin Marais - Le Grand Ballet (Glossa).
- J. S. Bach - Les Six Suites (Glossa).
- Tobias Hume - Spirit of Gambo (Glossa - Labyrinto, Emma Kirkby).
- Le Sieur de St. Colombe - Pièces de Viole (Glossa).
- A Solo - P. Pandolfo, T. Hume, Corkins, DeMachy, M. Marais, J. S. Bach, C. F. Abel - solo Recital with different Authors (Glossa).
- Io Canterei d'Amor - O. diLasso, T. Crequillon, Arcadelt, D. Ortiz, R. Rogniono, A. Gabrieli (Labirinto V. Ruffo - Harmonia Mundi).
- Travel Notes - New music for the Viola da Gamba composed by Paolo Pandolfo (Glossa).
- Improvisando - (Glossa).
- Heinrich Isaac, La Spagna - Includes D. Ortiz - Variations on La Spagna played by P. Pandolfo (Bongiovanni).
- Canzon del Principe (includes Oratio Bassani's Viola Bastarda solos - solos by Oratio Bassani played by P. Pandolfo (Divox Antiqua).